# Tribunal Popular de Baviera

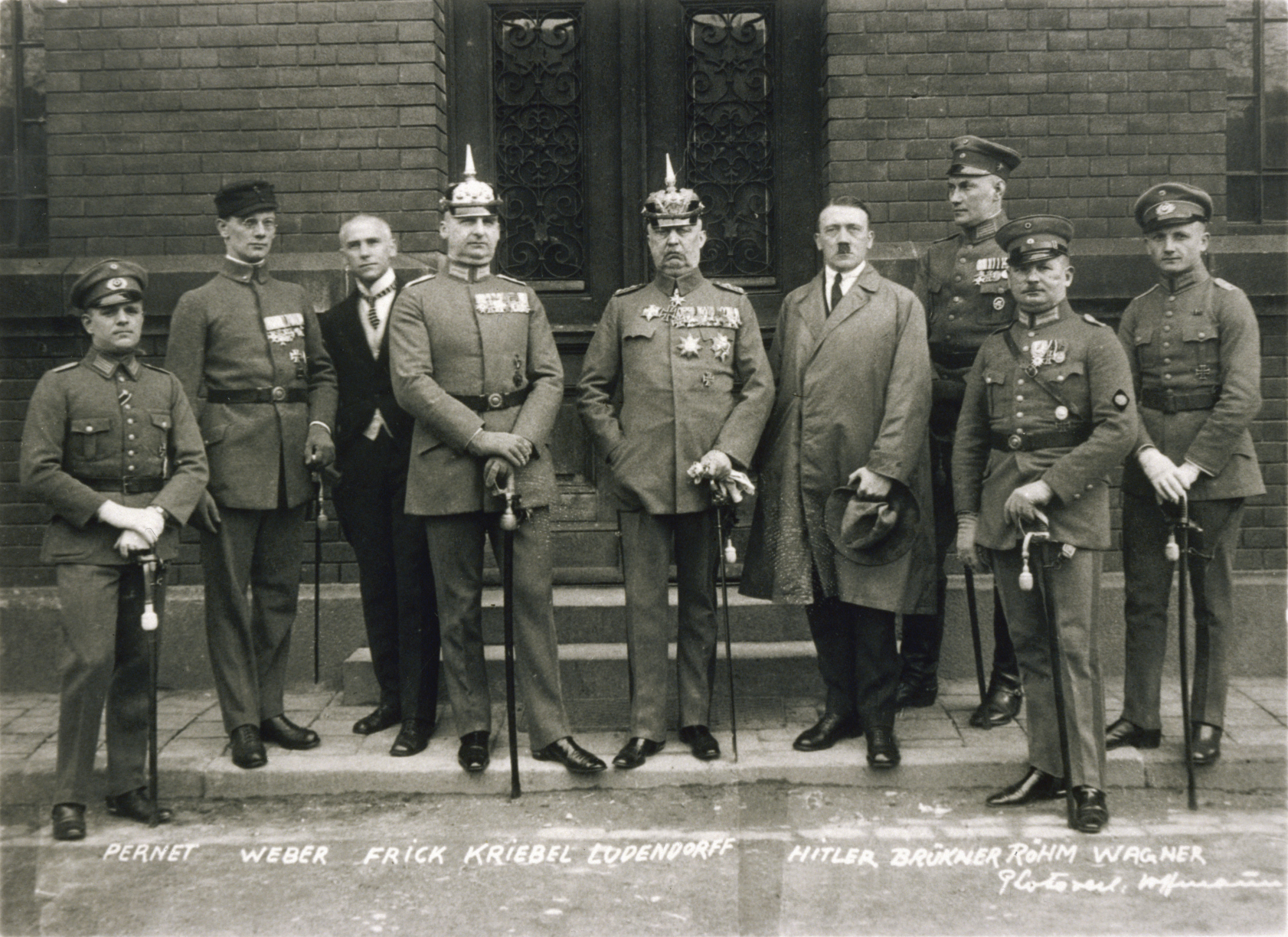
Acusados en el juicio del Putsch de la Cervecería en el Tribunal Popular en Múnich

Los Tribunales Populares de Baviera (Volksgerichte) fueron Sondergerichte (tribunales especiales) establecidos por Kurt Eisner durante la Revolución Alemana en noviembre de 1918 y formaron parte de la Ordnungszelle que duró hasta mayo de 1924 después de dictar más de 31,000 sentencias. Estaban compuestos por dos jueces y tres jueces legos. Uno de sus juicios más destacados fue el de los conspiradores del Putsch de la Cervecería, incluidos Adolf Hitler, Erich Ludendorff, Wilhelm Frick, Friedrich Weber y Ernst Röhm, que duró desde el 26 de febrero de 1924 hasta el 1 de abril de 1924.
Inicialmente establecidos en cada distrito judicial por la Orden del 16 de noviembre de 1918 por el gobierno de Kurt Eisner, fueron ampliados por el gobierno de Johannes Hoffmann en la Ley sobre el Establecimiento de Tribunales Populares en Disturbios Civiles del 12 de julio de 1919. Un acuerdo entre el gobierno federal y el gobierno de Baviera había fijado la fecha límite para la abolición de los tribunales el 1 de abril de 1924. En esta forma, permanecieron hasta mayo de 1924 después de dictar más de 31,000 sentencias. Originalmente concebidos como una solución a corto plazo para los eventos relacionados con la Revolución Alemana, llegaron a ser vistos como parte de la Ordnungszelle.